# Perciana
Perciana é um gênero de traça pertencente à família Arctiidae.